# 앗 타카쑤르
102번째 수라인 타카쑤르는 재물, 자손과 권력에 탐닉한 자들에게 하나님의 명을 거역하고 내세를 준비하지 않으면 어떻게 되는지 경고하고 있다.
| 이 전 알카리아 | 수라 102 (아랍어 원문) | 다 음 알아스르 |
| 1 2 3 4 5 6 7 8 9 10 11 12 13 14 15 16 17 18 19 20 21 22 23 24 25 26 27 28 29 30 31 32 33 34 35 36 37 38 39 40 41 42 43 44 45 46 47 48 49 50 51 52 53 54 55 56 57 58 59 60 61 62 63 64 65 66 67 68 69 70 71 72 73 74 75 76 77 78 79 80 81 82 83 84 85 86 87 88 89 90 91 92 93 94 95 96 97 98 99 100 101 102 103 104 105 106 107 108 109 110 111 112 113 114 |                        |                |